# Yaginumaella thakkholaica
Yaginumaella thakkholaica is een spinnensoort in de taxonomische indeling van de springspinnen (Salticidae).
Het dier behoort tot het geslacht Yaginumaella. De wetenschappelijke naam van de soort werd voor het eerst geldig gepubliceerd in 1980 door Marek Żabka.